# Bussus-lès-Yaucourt
Bussus-lès-Yaucourt est une commune française située dans le département de la Somme et la région Hauts-de-France.
Consituée sous le régime juridique des communes nouvelles le 1er janvier 2025, elle résulte de la fusion des communes de Bussus-Bussuel et de Yaucourt-Bussus.
La commune fait partie du parc naturel régional Baie de Somme - Picardie maritime.

## Géographie

### Localisation
Bussus-lès-Yaucourt est un village picard du Ponthieu.
Limitrophe d'Ailly-le-Haut-Clocher, la commune est située à 10 km au nord-ouest de Domart-en-Ponthieu, 12 km à l'est d'Abbeville et à 32 km au nord-ouest d'Amiens à vol d'oiseau.
Le territoire de la commune est limitrophe de ceux de six communes.
Les communes limitrophes sont Ailly-le-Haut-Clocher, Buigny-l'Abbé, Domqueur, Maison-Roland, Oneux et Saint-Riquier.

## Histoire
Le 30 août 1941, au cours de son retour d'une mission de bombardement sur Francfort, le bombardier AD 839 s'écrase entre Bussus-Bussuel et Yaucourt-Bussus. Les quatre membres d'équipage perdent la vie.
Face à la difficulté de trouver des candidats pour gérer la commune de Yaucourt-Bussus, sa municipalité envisage depuis les élections municipales de 2020 une fusion avec Bussus-Bussuel et a engagé en 2023 des pourparlers pour créer une commune nouvelle les regroupant.
La commune nouvelle est ainsi créée à la demande des deux conseils municipaux réunis le 16 septembre 2024, et après une consultation locale validée par  68,7 % des électeurs de Bussus-Bussuel et 63,2 % de ceux de Yaucourt-Bussus,, par un arrêté préfectoral du 24 septembre 2024 qui a pris effet le 1er janvier 2025
Le chef-lieu de la commune nouvelle est fixé à la mairie de l'ancienne commune de Bussus-Bussuel.
Bussus-lès-Yaucourt  est la huitième commune nouvelle créée dans la Somme, après Hombleux, Ô-de-Selle, Carnoy-Mametz, Marchélepot-Misery, Trois-Rivières, Étinehem-Méricourt et Hypercourt.

## Politique et administration

### Rattachements administratifs et électoraux
La commune nouvelle, comme les anciennes communes, se trouve dans l'arrondissement d'Abbeville du département de la Somme.
Pour les élections départementales, elle fait partie du canton de Rue.
Pour l'élection des députés, elle fait partie de la première circonscription de la Somme.

### Intercommunalité
Bussus-lès-Yaucourt fait partie, comme les anciennes communes, de la communauté de communes Ponthieu-Marquenterre, un établissement public de coopération intercommunale (EPCI) à fiscalité propre créé en 2017 et auquel la commune a transféré un certain nombre de ses compétences, dans les conditions déterminées par le code général des collectivités territoriales.

### Administration municipale
Jusqu'aux élections municipales françaises de 2026, le conseil municipal de la commune nouvelle est constitué de l'ensemble des membres en exercice des conseils municipaux des deux communes fondatrices.
Pour le mandat 2026-2036, le conseil municipal sera constitué de 19 membres, y compris le maire et les adjoints.

### Liste des maires
| Période       | Période                      | Identité      | Étiquette | Qualité |
| ------------- | ---------------------------- | ------------- | --------- | --- |
| janvier 2025, | En cours (au 3 janvier 2025) | Mathieu Doyer |           | Cadre de la fonction publique Maire de Bussus-Bussuel (2008 → 2024) Vice-président de la CC Ponthieu-Marquenterre (2017 → ) |

### Communes déléguées
| Nom                    | Code Insee | Intercommunalité         | Superficie (km2) | Population (dernière pop. légale) | Densité (hab./km2) |
| ---------------------- | ---------- | ------------------------ | ---------------- | --------------------------------- | ------------------ |
| Bussus-Bussuel (siège) | 80155      | CC Ponthieu-Marquenterre | 8,16             | 306 (2022)                        | 38                 |
| Yaucourt-Bussus        | 80830      | CC Ponthieu-Marquenterre | 7,03             | 247 (2022)                        | 35                 |

## Équipements et services publics

### Espaces publics
Bussus-Bussuel a été labellisé deux fleurs en 2013 et trois fleurs en 2019 au Concours des villes et villages fleuris.

## Population et société
Les habitants  sont des Bussussois(es) et des Yaucourtois(es), le nom des habitants des anciennes communes réunies.

### Démographie
L'évolution du nombre d'habitants est connue à travers les recensements de la population effectués dans la commune depuis sa création.

En 2022, la commune comptait 553 habitants.
| 2021 | 2022 |
| ---- | ---- |
| 549  | 553  |

### Manifestations culturelles et festivités
L'association les Zhironloins 
a élaboré un spectacle son et lumière « Le dernier moulin d’Erix » organisé autour du moulin de Bussus-Bussuel, présenté en septembre 2023 et en août 2025.

### Sports et loisirs
La commune est traversée par le sentier de grande randonnée GR 123.

## Culture locale et patrimoine

### Lieux et monuments

#### À  Bussus-Bussuel
- Église Saint-Michel[18],[19]. L'édifice, tout en brique, a été bâti en 1897, pour bénéficier d'un lieu de culte, tout comme le village voisin de Yaucourt-Bussus.
- La chapelle d'Hémimont du XVIe siècle. Dépendant initialement du château de Yaucourt[5] et primitivement construite à l'endroit où se trouvait un petit temple gallo-romain, elle a été endommagée plusieurs fois : tornades, troupes allemandes en 1941 et reconstruite en 1982. De très anciens graffitis sont alors remis en évidence[20].
Elle a été le siège d'un pèlerinage  annuel des marins abbevillois, à l'époque où Abbeville avait son port, aux XVIIe et XVIIIe siècles, en souvenir d'un échouage légendaire d'un bateau qui naviguait sur une rivière, aujourd'hui asséchée passant en contrebas de l'actuelle chapelle. En effet, celle-ci aurait été construite en remerciement par les rescapés[21].

- La ferme abbatiale avec son mur d'enceinte et sa mare.
- La chapelle funéraire, route de Gorenflos. Un ancien maire de la commune y est inhumé[22].
- La plaque funéraire de Philippe Carette (1551-1631), seigneur de Bourny, Fressa, Cornehotte, Rigauville... et de son épouse Marguerite de Ribaucourt (1555-1628), anciens habitants notoires de Bussus, qui se trouve dans l'entrée de l'église du village et qui est classé au patrimoine historique.

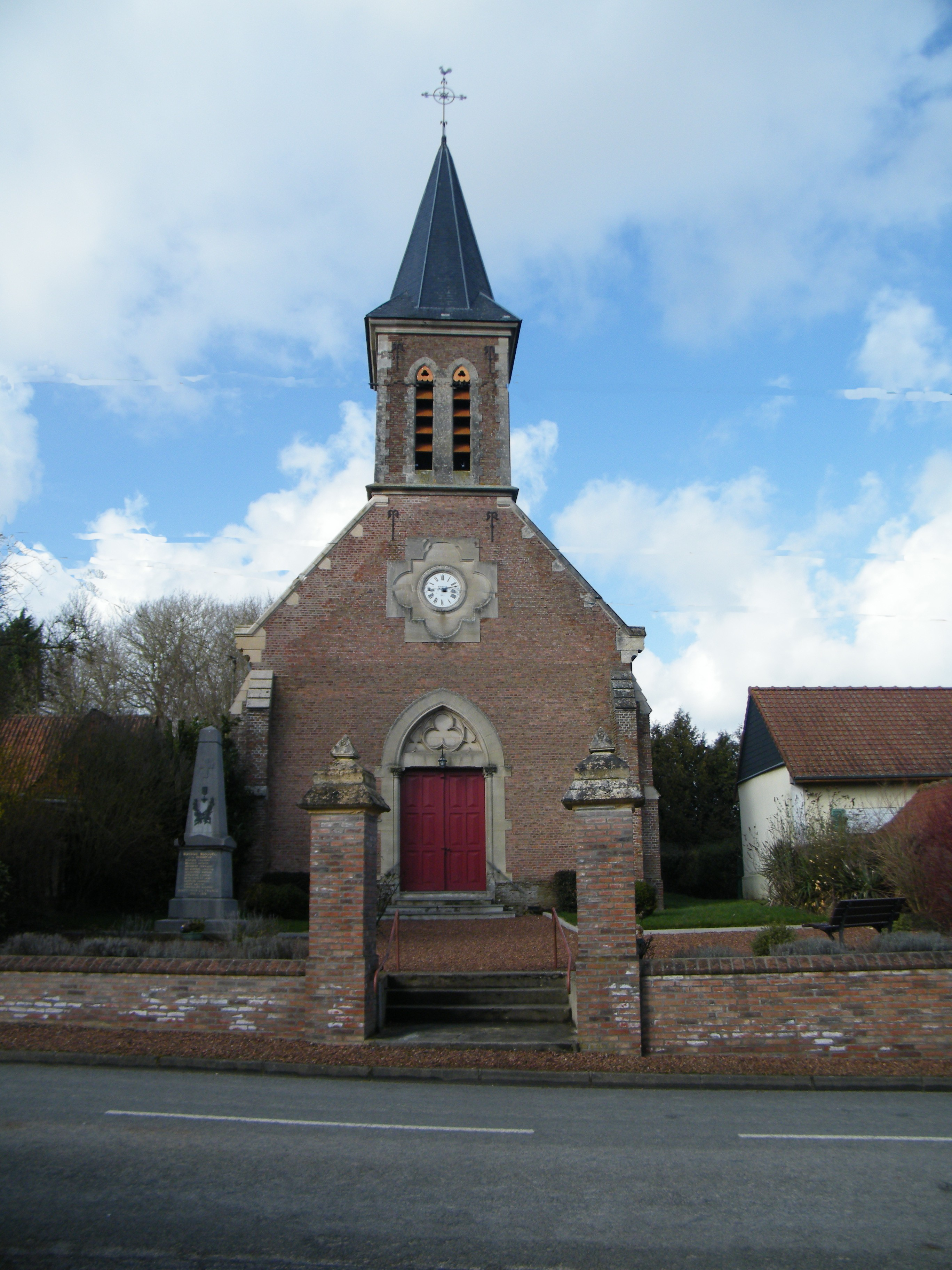
Le clocher de l'église Saint-Michel.
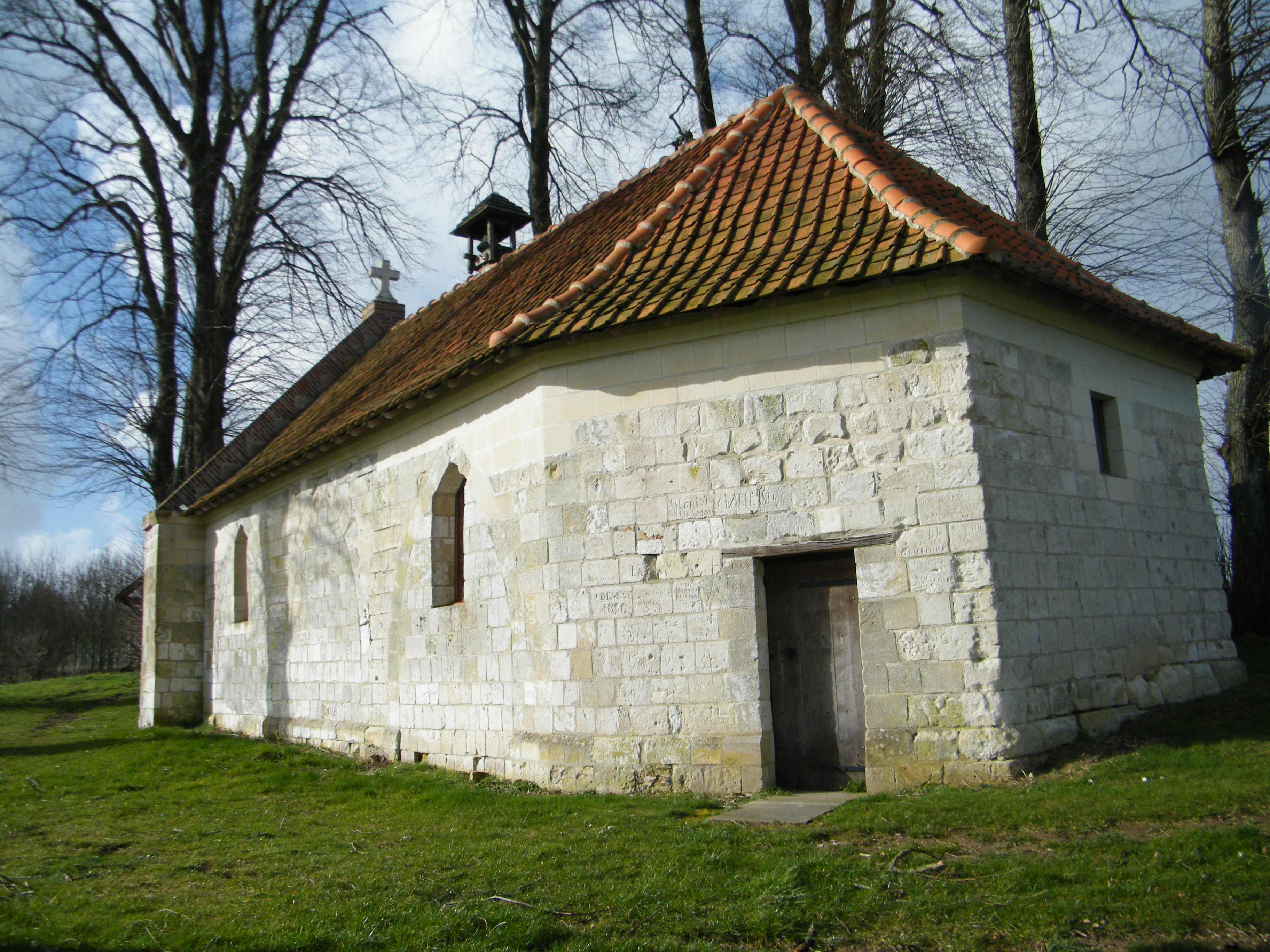
La chapelle d'Hémimont.
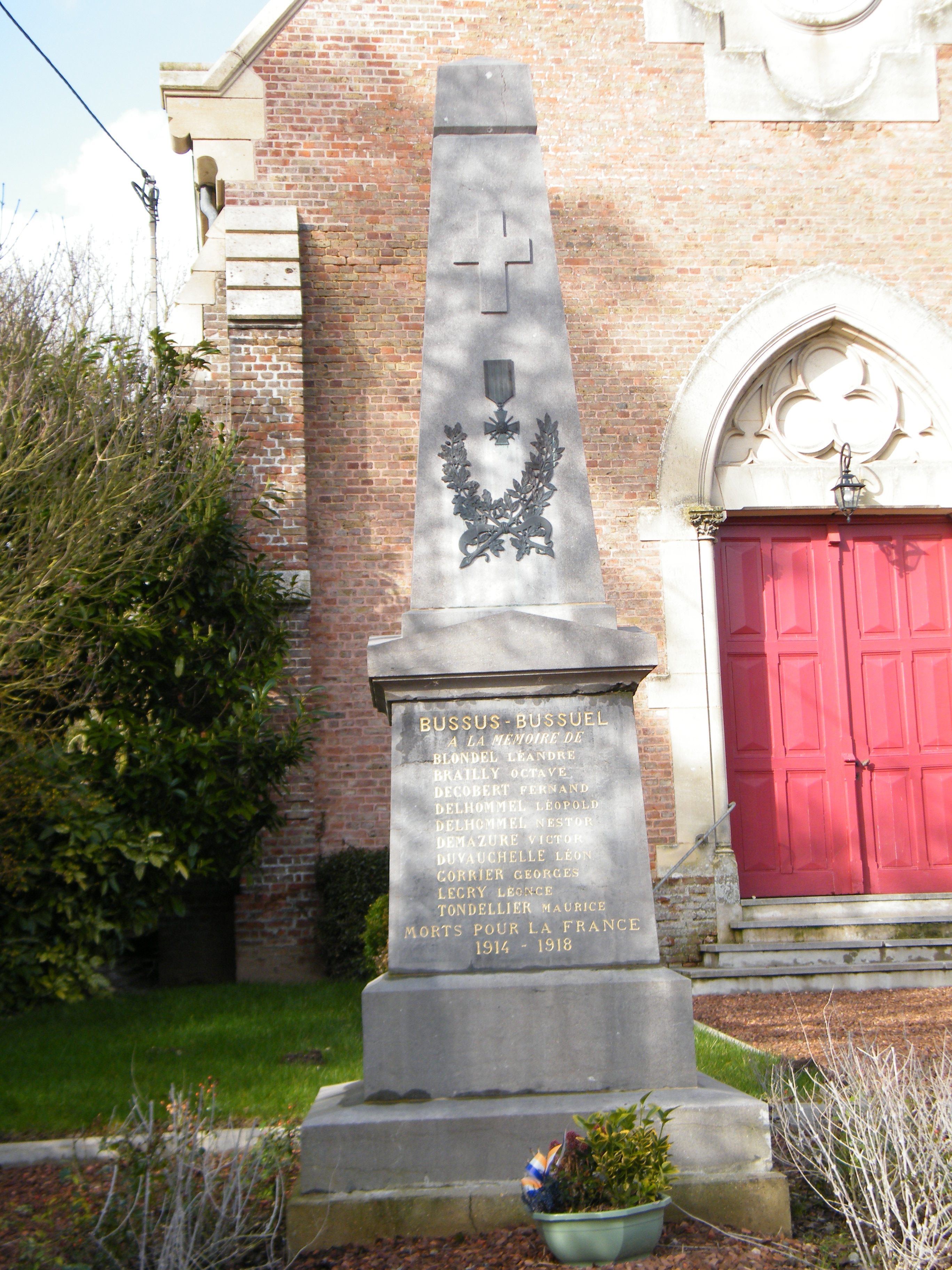
Le monument aux morts.

#### À Yaucourt-Bussus
- Église Saint-Michel, du XIXe siècle[23],[24].
- Château et parc, 23, rue Michel-Legry[25] de Yaucourt. L'édifice date de 1633. Il a été remanié entièrement au XVIIIe siècle. Il a été la propriété du marquis de Rambures et d'Augustin Debray, maire d'Amiens sous Napoléon Bonaparte. C'est le dernier témoin de la seigneurie de Yaucourt[26].

- Le moulin Vaillant-Tellier du XVIIe siècle. À cet emplacement, situé sur la route reliant Bussus-Bussuel à Ailly-le-Haut-Clocher et en réalité à Yaucourt-Bussus[5] trois moulins étaient présents jusqu'au début du XIXe siècle[20]. 
Après avoir été donné à la commune par l'héritière du dernier meunier, Monique Tellier-Bezoc, trois campagnes de restauration, dont la dernière s'est achevée en 2023 sous la direction de l'architecte belge Eric Vanleene, ont permis de remettre en état l'édifice et de le doter de ses ailes qui peuvent à nouveau tourner[27],[28].

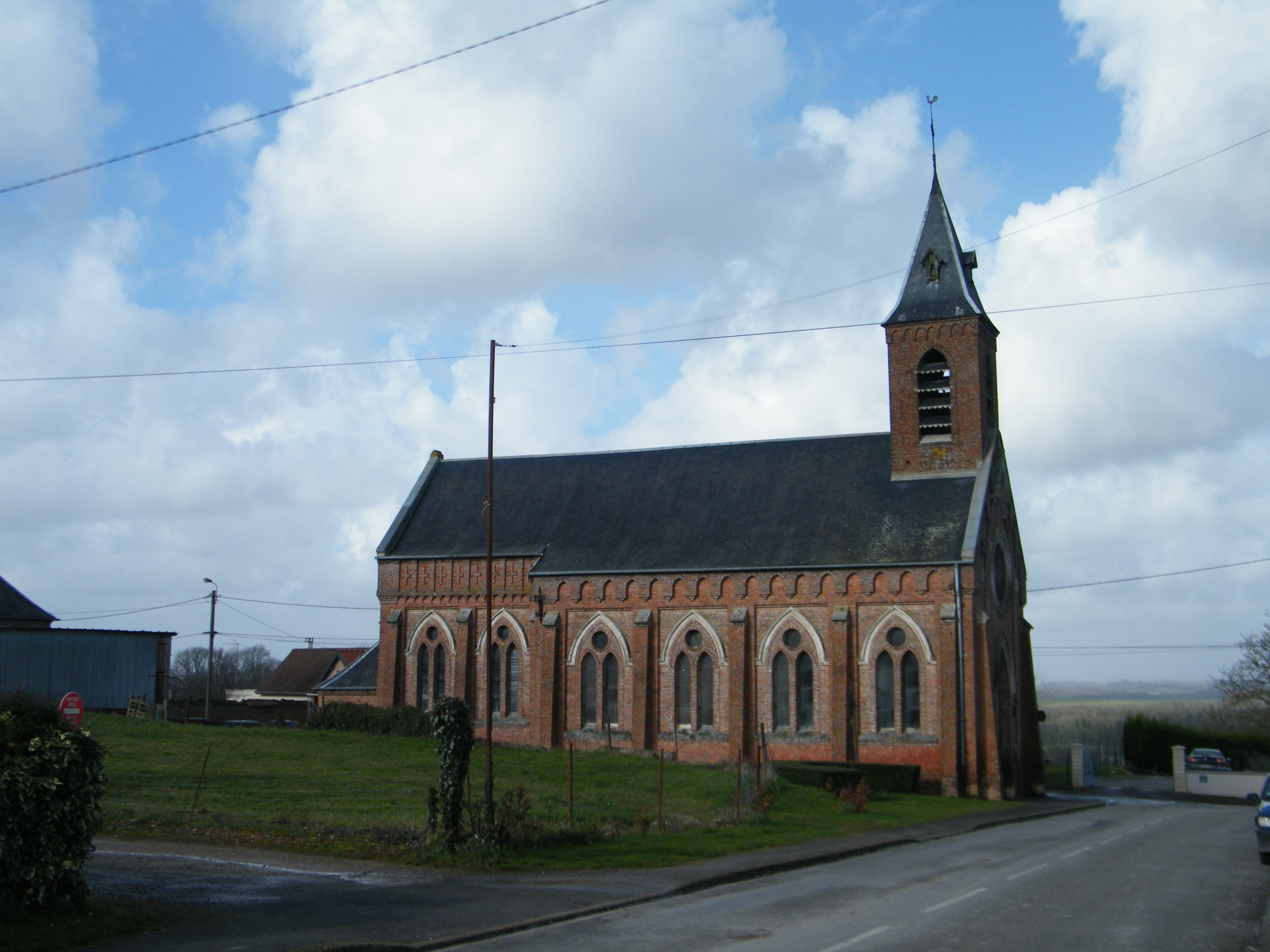
L'église
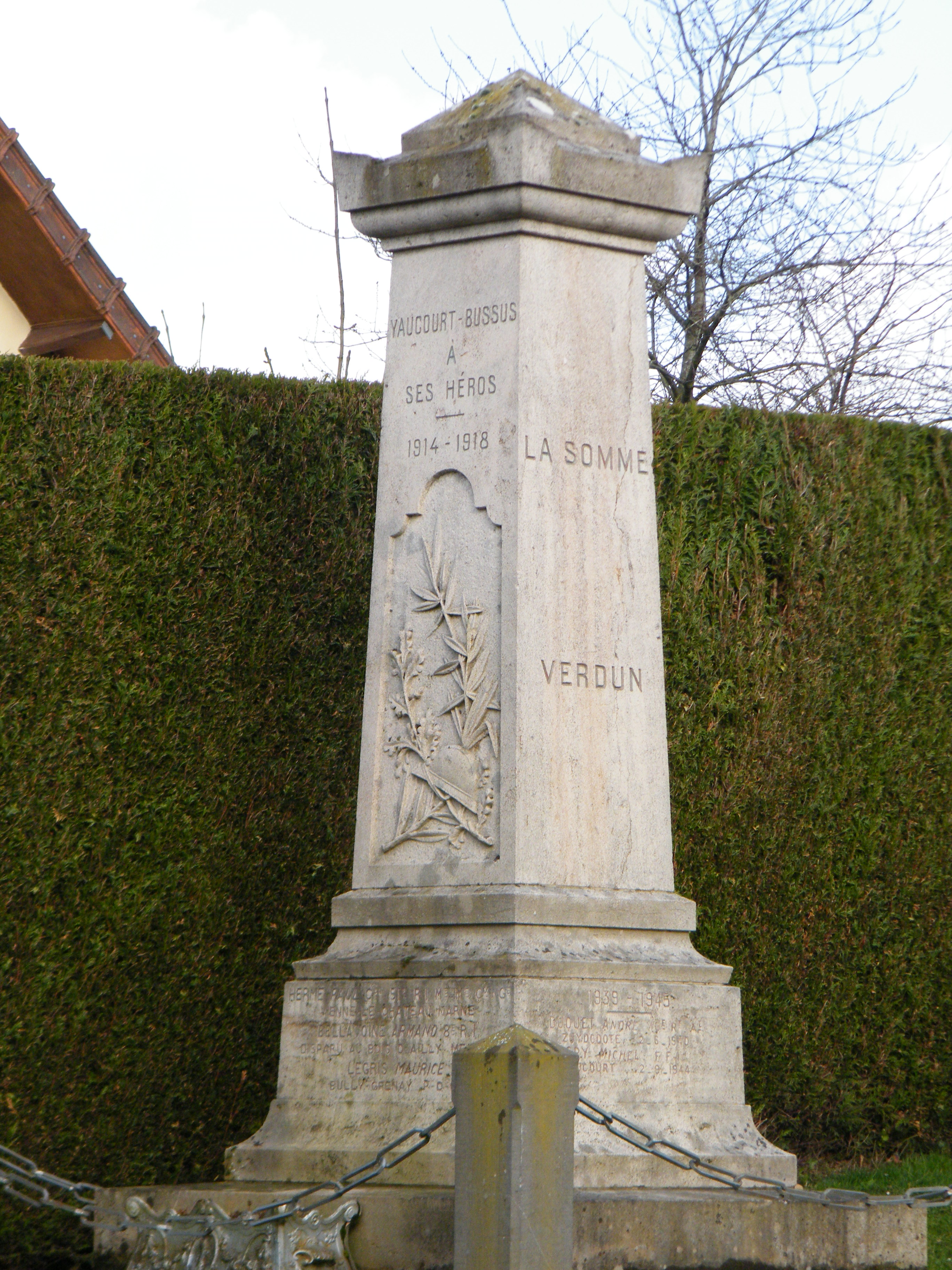
Le monument aux morts pour la patrie.
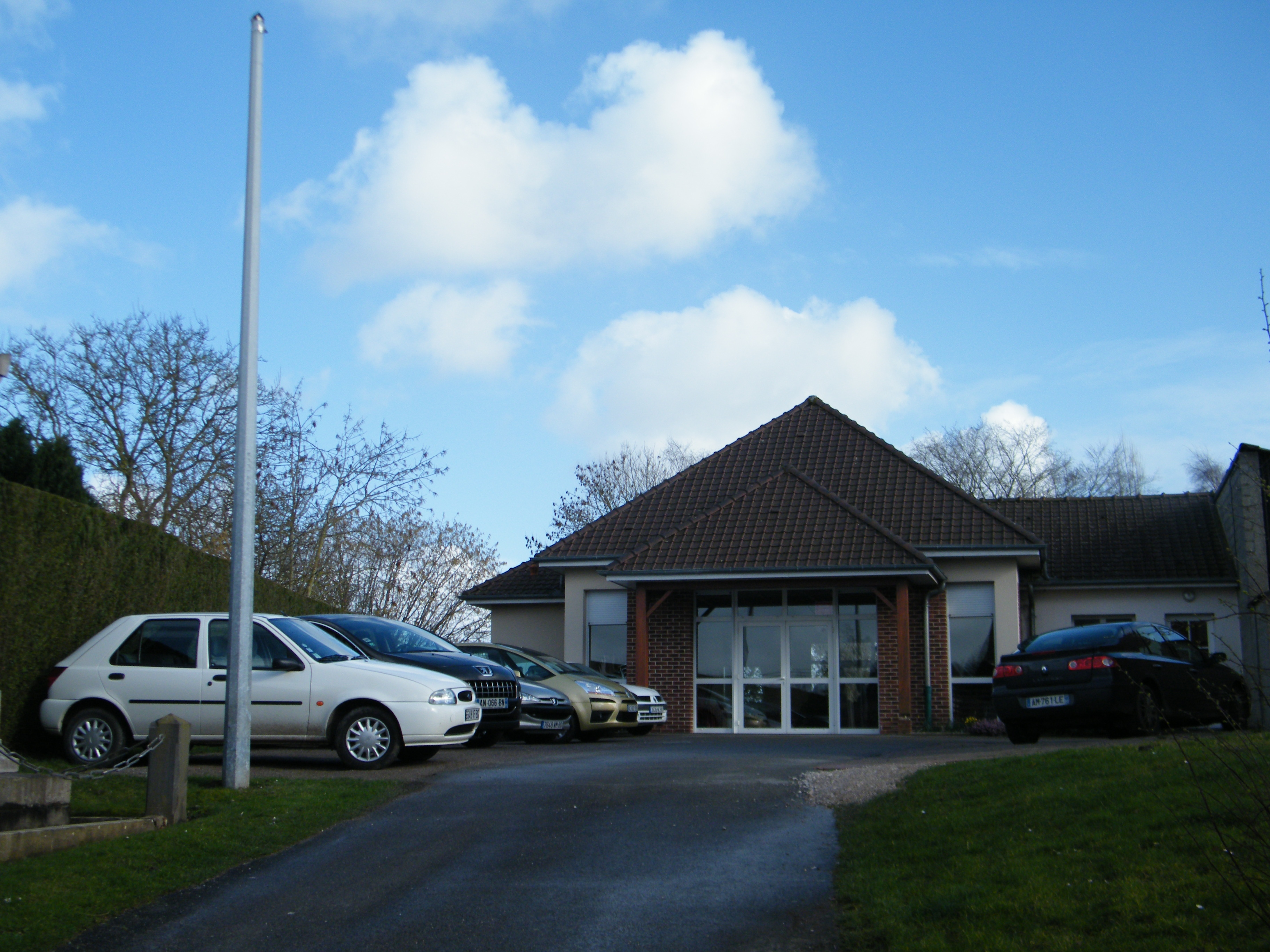
La salle communale.
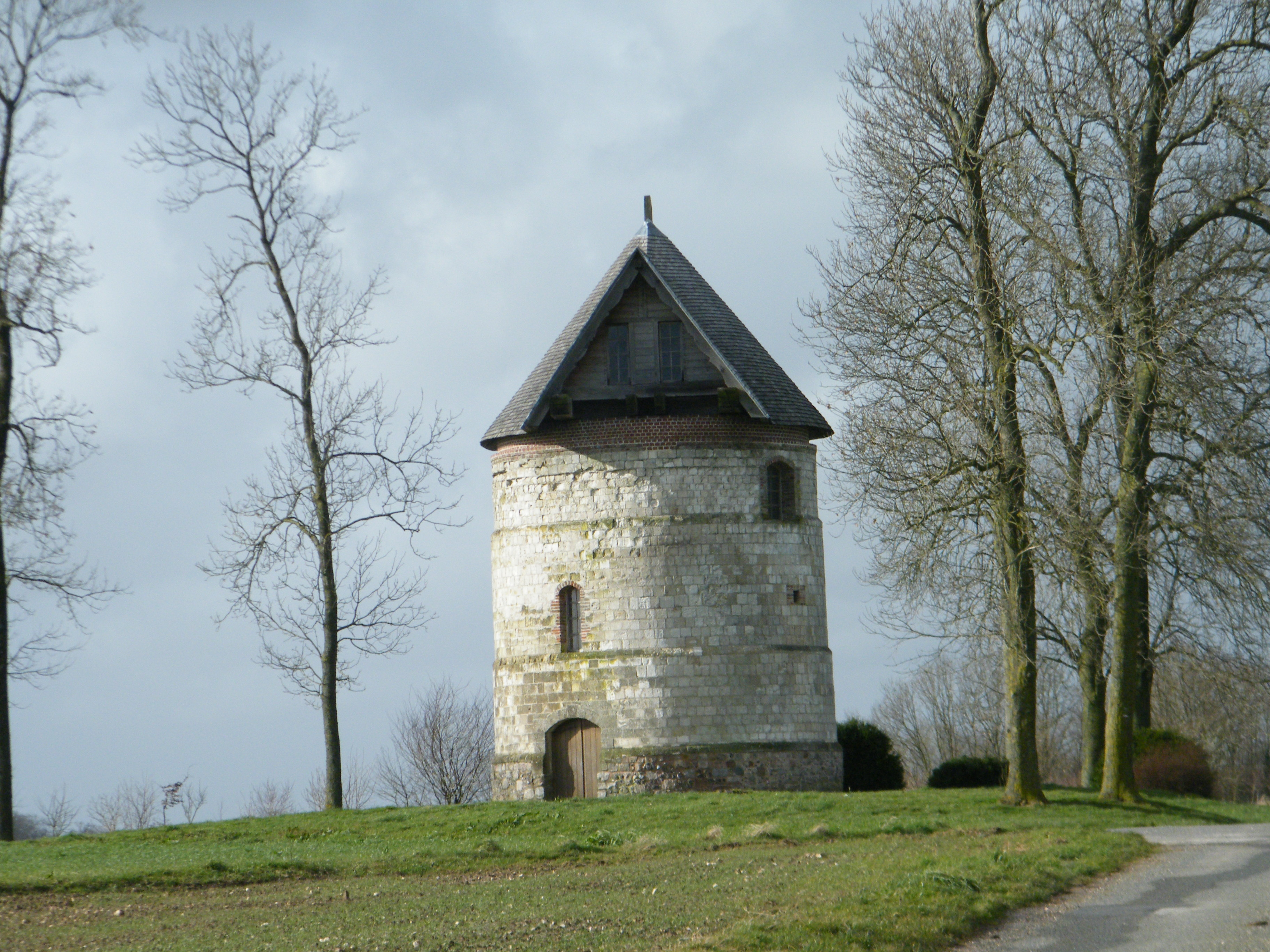
Le moulin de Yaucourt-Bussus, avant que ses ailes ne soient remontées.
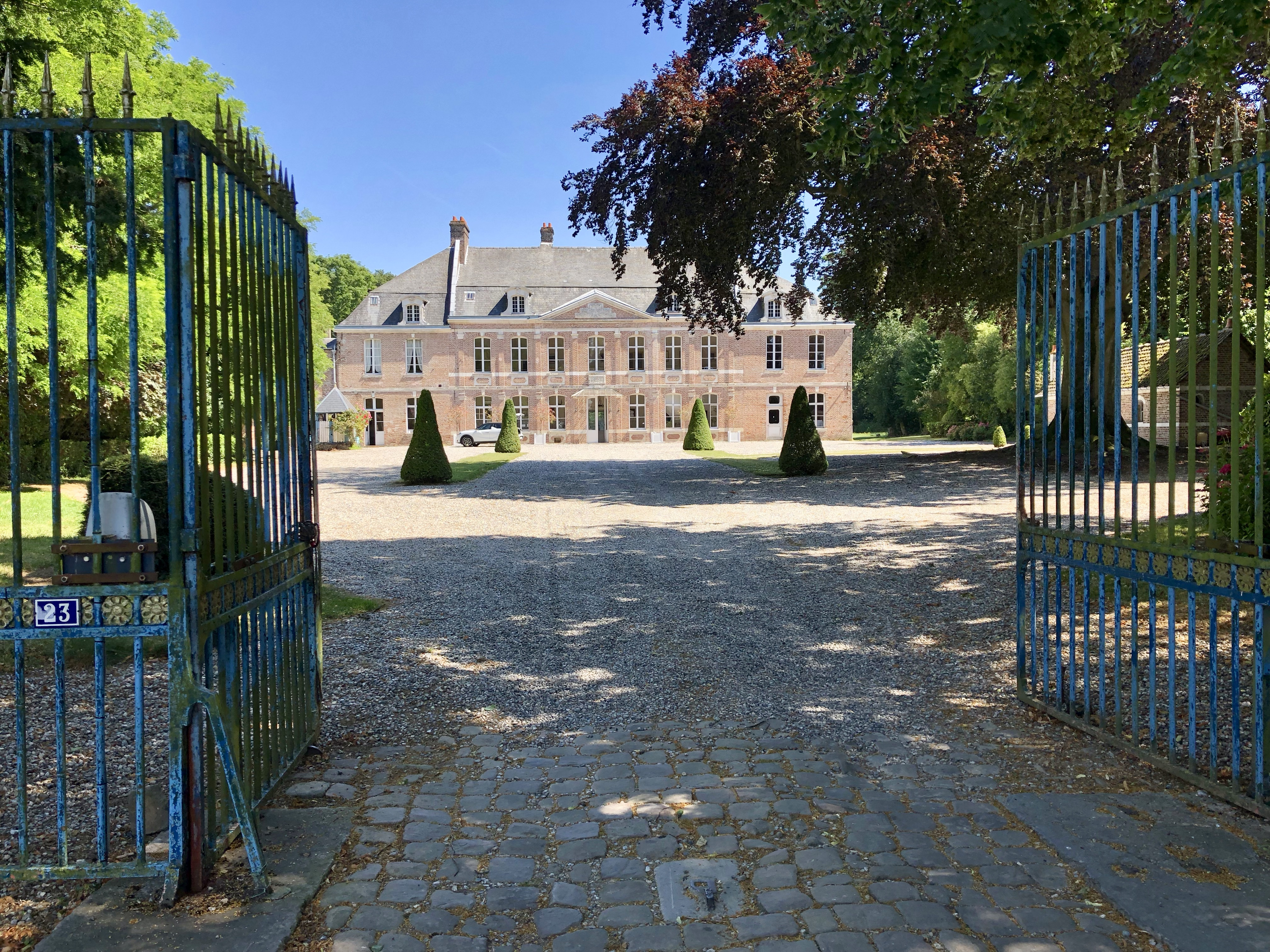
Le château de Yaucourt et son parc .

### Personnalités liées à la commune
- Pierre Augustin Laurent Debray (1761-1835), homme politique français , est mort à Yaucourt.
- Johann Duhaupas (né en 1981), boxeur poids lourd français, est domicilié à Bussus-Bussuel[29].